# Максимово (Далматовський район)
Макси́мово (рос. Максимово) — присілок у складі Далматовського району Курганської області, Росія. Входить до складу Нижньоярської сільської ради.
Населення — 66 осіб (2010, 130 у 2002).
Національний склад станом на 2002 рік: росіяни — 94 %.